# Schweizerschule Madrid
Die Schweizerschule Madrid (spanisch: Colegio Suizo de Madrid, CSM) ist eine internationale Privatschule nach Schweizer Bildungsstandards. Sie befindet sich in Alcobendas, der Autonomen Gemeinschaft von Madrid, Spanien.

## Pädagogische Struktur
Die Schule betreut und unterrichtet Kinder von der Vorschule bis zum Abitur / Gymnasium. Die Kleinsten im Alter von 2 Jahren besuchen die Vorschule; die Ältesten schliessen das Gymnasium mit der Schweizer Maturität ab, die den Zugang zu Universitäten in Europa und der übrigen Welt eröffnet. Auch die spanischen Universitäten gehören dazu, da die Schweizer Maturität von allen spanischen Universitäten als Selektivitätsnote anerkannt wird.
Die Ausbildung der Schüler basiert auf Schweizer Mehrsprachigkeit mit Deutsch als Haupt- und Unterrichtssprache, Englisch, Französisch und Spanisch. In Deutsch als Fremdsprache bietet die Schule die Möglichkeit, das Deutsche Sprachdiplom (DSD), Stufe II der deutschen Kultusministerkonferenz zu erwerben. Dieses Diplom ermöglicht den Zutritt zu deutschen Universitäten ohne zusätzliche deutsche Sprachprüfung für den Hochschulzugang. In Englisch kann das Cambridge First Certificate, B2, und das Cambridge Advanced Certificate, C1, erworben werden und in Französisch ein DELF-Diplom.
Die drei Säulen der Lehre sind:
- Akademische Kompetenz
- Soziale Kompetenz
- Persönliche Kompetenz

Nach einem günstigen ersten Urteil wurde die Schule vom Madrider Gericht wegen ungenügender Präsenz in einem Mobbing-Fall von 2006 verurteilt. Die Schule hat daraus gelernt und seither keine derartigen Vorfälle mehr gehabt. Die Schule hat sich in den letzten Jahren als Vorreiterin bei der Implementierung von Peer-Mediationsmodellen erwiesen, wie das schuleigene Peacemaker-Projekt zeigt.

## Weitere Angebote
Die Schule bietet zusätzlich zu den Unterrichtsstunden verschiedene Dienstleistungen an, darunter:
- Restaurantservice: Bietet Menüs für alle Kinder in der Schule. Diese Menüs werden von einem Ernährungsberater überwacht. Es bietet neben Obst und Dessert zwei erste Hauptspeisen und zwei weitere Beilagen, die in der schuleigenen Küche zubereitet werden.
- Angebot außerschulischer Aktivitäten: von einer Lehrperson beaufsichtigter Raum für ausserschulisches «Studium», damit die Schüler ihre Hausaufgaben erledigen, Unklarheiten klären und lernen können. Weitere außerschulische Angebote wie «Spanischer Tanz», «Fechten» oder «Schwimmen» ergänzen das Programm.
- In den letzten 15 Jahren wird der Musikunterricht der Schweizerschule Madrid vom Collegium Musicum koordiniert.
- Bibliothek: Es gibt eine große Auswahl an Büchern und Zeitschriften, hauptsächlich in deutscher Sprache, sowie Videos und Hörbücher.
- Sonstige Dienstleistungen: Elternschule, Orientierungsabteilung, Schüleraustausch mit der Schweiz und Deutschland.